# Aleksandra Radwańska
Aleksandra Ewa Radwańska (ur. 26 sierpnia 1991 w Warszawie) – polska aktorka filmowa, telewizyjna, teatralna i dubbingowa.

## Kariera
Aleksandra Radwańska zadebiutowała na wielkim ekranie w 2003 roku w filmie pt. Ciało, w którym wcieliła się w rolę Oli. Znana jest z roli Kasi Żelażek w serialu pt. Dwie strony medalu, Manii Zawadzkiej, córki Anny i Andrzeja, głównych bohaterów serialu pt. Przepis na życie oraz sekretarki Karoliny Biernat w Serialu paradokumentalnym pt. Kasta.

### Kariera teatralna
Swój jedyny występ w teatrze zaliczyła 12 kwietnia 2013 roku na deskach Mój Teatr w Poznaniu w spektaklu pt. Rokendrol albo mów mi teściu w reżyserii Marka Zgaińskiego na podstawie jego powieści, w którym wcieliła się w rolę córci.

## Filmografia

### Filmy
- 2003: Ciało – Ola
- 2009: Siemiany – Agnieszka
- 2010: Chrzest – Agata
- 2011: Sala samobójców – Dziewczyna

### Seriale
- 2006–2007: Dwie strony medalu – Kasia Żelazek
- 2010: Ojciec Mateusz (odc. 42)
- 2011: Chichot losu – Ania (odc. 12)
- 2011–2013: Przepis na życie – Mania Zawadzka, córki Anny i Andrzeja
- 2019: Miłość na zakręcie – Natalia
- 2020–2021: Kasta – Sekretarka Karolina Biernat
- 2021: Na sygnale – Magda (odc. 337)
- 2022: Ojciec Mateusz – sekretarka sądowa (odc. 354)
- 2024: Na sygnale – Zosia (odc. 535)

### Dubbing
- 2003: Mój brat niedźwiedź – Koda
- 2003: Mój brat niedźwiedź – Koda
- 2006: Na psa urok – Tracey

### Etiudy szkolne
- 2019: Niesłowni – Dziewczyna